# Леденьов Дмитро Володимирович
Дмитро Володимирович Леденьо́в (нар. 25 жовтня 1921, Ростов-на-Дону — пом. 1 жовтня 2004, Львів) — радянський військовий диригент (підполковник).

## Біографія
Народився 25 жовтня 1921 року в місті Ростові-на-Дону (нині Росія). В Червоній армії з 1941 року. 1947 року закінчив Московську консерваторію.
Після здобуття музичної освіти працював у Ансамблі пісні і танцю Прикарпатського військового округу у Львові. Упродовж 1968–1973 років — художній керівник Львівського об'єднання музичних ансамблів. 6 лютого 1973 року звільнився в запас. Упродовж 1974–1979 років очолював Львівське об'єднання музичних ансамблів. З 1979 по 1985 рік керував самодіяльним ансамблем, очолював Будинок культури у Білій Церкві. У 1985–1993 роках — знову художній керівник Львівського об'єднання музичних ансамблів.

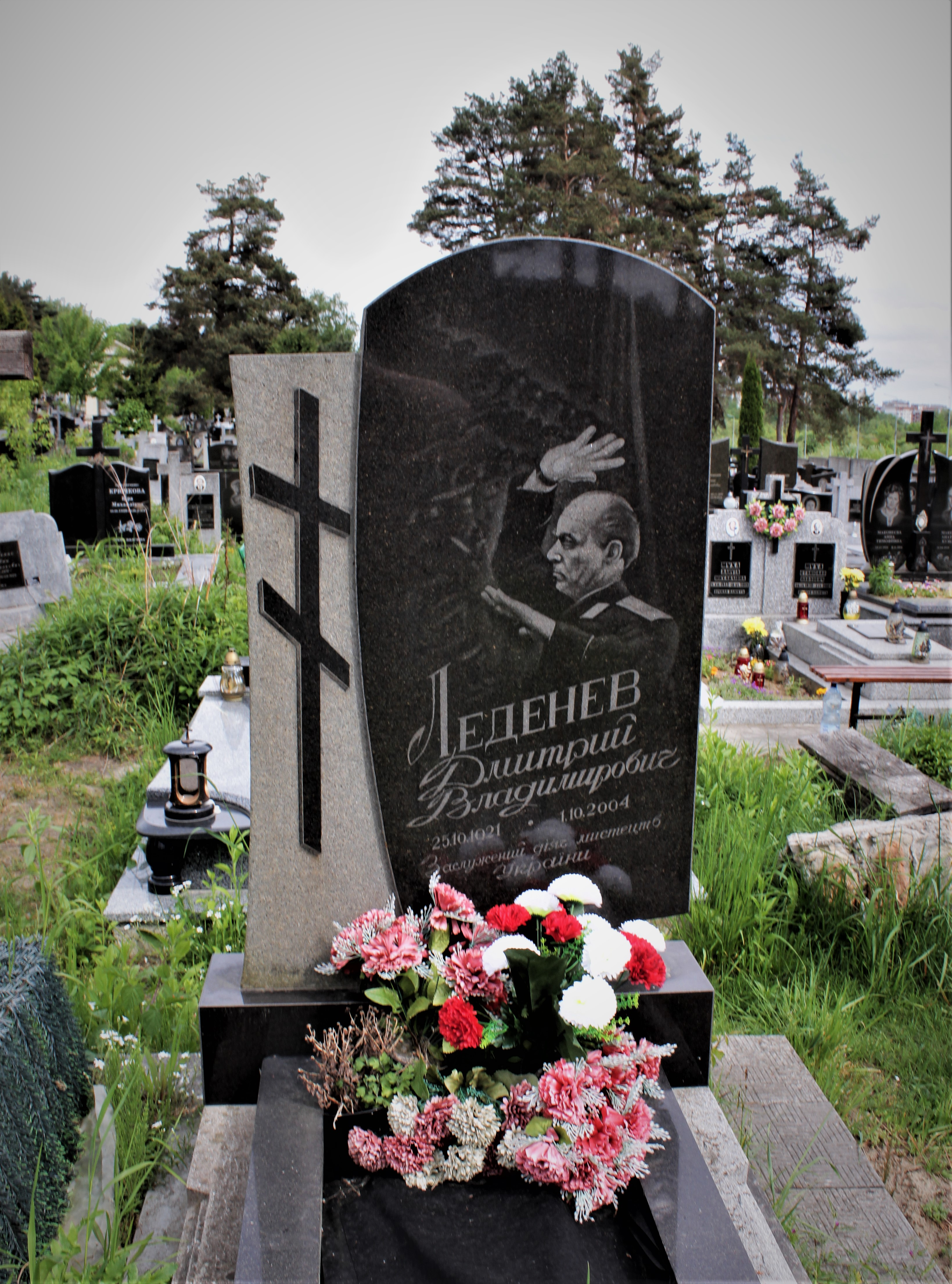
Нагробок на могилі диригента Д.Леденьова.

Помер у Львові 1 жовтня 2004 року.Похований на 16 а полі Голосківського цвинтаря.

## Відзнаки
- Нагороджений медалями «За перемогу над Німеччиною», «За бойові заслуги» (19 листопада 1951), орденом Червоної Зірки (30 грудня 1956)[1];
- Заслужений діяч мистецтв УРСР з 1968 року.